# Sant Tomàs des Migjorn Gran
Sant Tomàs és una urbanització del municipi des Migjorn Gran, a Menorca, desenvolupat en el que havia sigut un lloc (finca agrícola). És el segon nucli de població d'aquest municipi, després del poble des Migjorn, i està situat a la platja de Sant Tomàs, un arenal de 500 metres de longitud i 40 metres d'amplada, poc freqüentat, i en el qual la vegetació arriba fins a la platja.

## Història
La urbanització de Sant Tomàs s'inicià devers l'any 1962 quan els germans Antoni i Josep Mercadal Fornaris, i la dona del primer, l'empresària Margarida Arguimbau Anglada, començaren les gestions per promocionar una nova zona turística dins terres del lloc de Sant Tomàs. El primer establiment turístic en obrir al públic fou l'Hotel Sant Tomàs l'any 1966. Tres anys més tard s'inaugurava l'Hotel Europa, actualment Hotel Sol Menorca, i els apartaments Playa de Santo Tomàs.
A aquests els seguí, l'any 1971, el bloc d'Apartaments Vistamar, que van dotar la zona amb alguns serveis complementaris com un restaurant i un supermercat i un any més tard, a pesar que en el mateix lloc ja hi havia un petit quiosc-bar, va iniciar la seva activitat el Restaurant Es Brucs. Les darreres construccions dels anys setanta foren l'Hotel Lord Nelson, el 1974, i els Apartaments Hamilton Court, el 1976. Sis anys després es van construir els Apartaments Migjorn, que van significar el naixement del primer Centre Comercial de la urbanització. El 1985 s'obria al públic el Restaurant Es Pins. Els darrers establiments van entrar en funcionament en un període de tres anys: el 1986 els Apartaments Lord Nelson, el 1987 l'Hotel Victoria Playa, i el 1988 els Apartaments Mestral & Llebeig, que van anar acompanyats d'una segona Zona Comercial.
Durant els darrers anys s'han portat a terme importants inversions públiques i privades que han servit per millorar les infraestructures de la urbanització i els seus establiments turístics